# Adolf Ludvig von Post

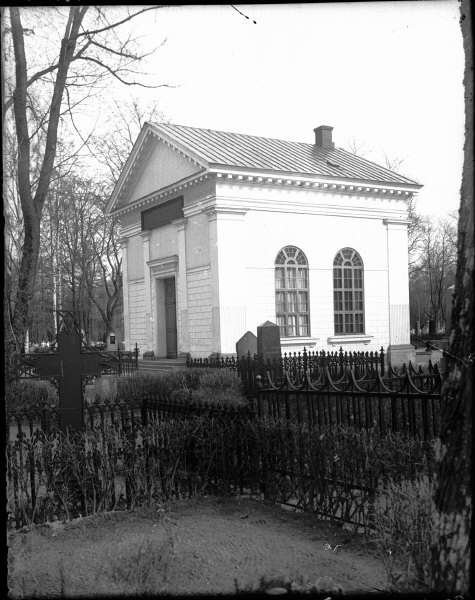
Enneska gravkoret på Gamla kyrkogården i Gävle.

Adolf Ludvig von Post, född 12 juli 1781 på Frängsäter i Skedevi socken, död 18 juni 1847 i Stockholm, var en svensk militär. Han var måg till Pehr Ennes.
Adolf Ludvig von Post var son till major Ernst von Post och friherrinnan Hedvig Carolina Fleetwood. Han blev rustmästare vid Västmanlands regemente 1791, fänrik vid Livgrenadjärregementets rothållsfördelning 1794, stabsadjutant hos generalinspektören för infanteriet 1804, löjtnant i armén 1807, brigadadjutant, stabsadjutant och slutligen överadjutant hos Georg Carl von Döbeln 1808 och 1809. I slaget vid Travemünde mot fransmännen 6 december 1806 blev von Post sårad i ena låret. Han deltog i fälttåget i Finland 1808 och 1809 och i Norge 1813 och 1814. Han blev kapten i armén 1809, major vid Jämtlands regemente 1810, överstelöjtnant vid Hälsinge regemente 1811, överste 1815 och var chef för Hälsinge regemente 1815–1847. von Post blev generaladjutant i generalstaben 1826 och befordrades till generalmajor 1838. Han blev riddare av Svärdsorden 1810, kommendör av samma orden 1834 och kommendör med stora korset 1843. I samband med von Posts död av kräfta i munnen utlyste Hälsinge regemente åtta dagars sorg och en högtidlig tacksägelse hölls på Mohed. Han vilar i Enneska gravkoret på Gävle gamla kyrkogård.